# Окунь малоротий
Окунь малоротий (Micropterus dolomieu) — вид прісноводних риб родини центрархових, типовий вид роду чорних окунів. Це популярна риба для рибальства, яка цінується рибалками на всій території її ареала — помірних районів Північної Америки. Хоча ця риба поширена по більшій частині США і Канади, вона походить з верхів'їв річки Міссісіпі та річок басейнів Великих озер і Гудзонової затоки.